# 彩云信号场
彩云信号场是位于韩国忠清南道论山市彩雲面的一个车站，属于湖南线和江景线。

## 邻近车站
韩国铁道公社
湖南線
论山站 - 彩云信号场 - 江景站
江景線
江景站 - 彩云信号场 - 鍊武臺站